# オタワ・リンクス
オタワ・リンクス（Ottawa Lynx）は、カナダのオタワに本拠地をおいていた、マイナーリーグの野球チーム。
AAA級インターナショナルリーグに所属し、メジャーリーグのモントリオール・エクスポズ(1993年～2002年)、ボルチモア・オリオールズ(2003年～2006年)、そしてフィラデルフィア・フィリーズ(2007年)傘下のチームであった。ホームスタジアムはリンクス・スタジアム。
2008年にペンシルベニア州アレンタウンへと移転し、リーハイバレー・アイアンピッグスとして改組された。